# Price (Utah)
 For alternative betydninger, se Price. (Se også artikler, som begynder med Price)
Price er en amerikansk by og administrativt centrum i det amerikanske county Carbon County, i staten Utah. I 2004 havde byen et indbyggertal på 8.197.

## Ekstern henvisning
- Prices hjemmeside (engelsk)

39°36′00″N 110°48′24″V / 39.6°N 110.8067°V